# 우상호 (축구 선수)
우상호(禹相皓, 1992년 12월 7일 ~ )는 대한민국 국적의 재일교포 축구 선수로 현재 J3리그의 FC 오사카에서 미드필더로 활동하고 있다.

## 구단 경력

### OKC 페트로바츠
2015년 4월 FC 코리아에 입단한 뒤 같은 해 여름 몬테네그로 1부 리그의 OKC 페트로바츠로 이적하여 1시즌동안 주전 미드필더로 활약했다.

### 대구 FC
페트로바츠에서의 활약을 바탕으로 2016년 여름 이적 시장을 통해 K리그2의 대구 FC로 이적 후 2시즌동안 활약하며 2016년 K리그2 준우승 및 대구의 4년만의 K리그1 복귀에 기여했다.

### 에히메 FC
2018년 1월 J2리그의 FC 기후로 이적했다가 같은 해 여름 이적 시장에서 같은 J2리그의 에히메 FC로 이적했고 그 후 같은 해 12월 에히메 FC로 완전 이적을 확정지은 뒤 2019 시즌 리그 15경기를 소화했다.

### 도치기 SC
2020년 같은 J2리그의 도치기 SC로 이적하여 리그 17경기를 소화했다.

### FC 오사카
2020년 12월 24일 베트남 V리그 1의 사이공 FC로 이적했지만 기량이 구단의 요구치를 충족지 못했다는 이유로 얼마 못 가 방출된 뒤 2022년 일본 풋볼 리그의 FC 오사카로 이적하여 팀의 리그 준우승 및 J3리그 입성을 이끌었다.

## 수상

### 구단
대구 FC
- K리그2 : 준우승 (2016)

 FC 오사카
- 일본 풋볼 리그 : 준우승 (2022)